# Reservoir Dogs
Reservoir Dogs és la primera gran producció de Quentin Tarantino estrenada l'any 1992. Explica la història d'un grup de gàngsters que planegen un robatori, que acaba resultant un autèntic fracàs. A més de Tarantino, també participà en l'elaboració de la història Roger Avary.
El repartiment està encapçalat per Harvey Keitel, Tim Roth, Michael Madsen, Chris Penn, Steve Buscemi, Lawrence Tierney i el mateix Tarantino.
Reservoir Dogs ha esdevingut una pel·lícula de culte per molts seguidors del cinema independent.
Ha estat doblada al català.

## Argument
Vuit homes esmorzen abans del robatori de diamants que tenen planejat. Sis d'ells fan servir alies. Sr. Ros, Sr. Blau, Sr. Marró, Sr. Taronja, Sr. Rosa i Sr. Blanc. Els altres dos són el gàngster Joe Cabot, organitzador del crim, i el seu fill, Eddie. El robatori els sortirà malament.
En acabar els crèdits inicials, l'acció es trasllada a un cotxe a alta velocitat, en el qual es veu al Sr. Blanc conduint i al Sr. Taronja sagnant a causa d'un tret a l'estómac. Poc després de la seva arribada a un magatzem abandonat, el Sr. Rosa apareix i suggereix la possibilitat que la policia ja sabés del crim amb antelació, ja que havien actuat molt ràpidament. El Sr. Blanc informa al Sr. Rosa de la mort del Sr. Marró i els dos homes discuteixen sobre el Sr. Ros, que va assassinar diversos civils, i sobre si cal portar el Sr. Taronja a l'hospital.
El Sr. Ros interromp la discussió. Porta un policia, Marvin Nash, com a ostatge, el qual és apallissat pels tres homes amb la intenció de descobrir si hi ha un informador entre ells. Aleshores Eddie arriba al magatzem i demana ajuda al Sr. Rosa i al Sr. Blanc per agafar els diamants amagats i surten del magatzem deixant el policia, el Sr. Ros i l'inconscient Sr. Taronja sols.
El Sr. Ros tortura Nash per diversió, tallant-li una orella amb una navalla d'afaitar, fins que decideix cremar-lo. No obstant això, el Sr. Taronja dispara i mata el Sr. Ros abans que pugui encendre la benzina. Llavors, el Sr. Taronja revela al policia que ell és un policia infiltrat i que quan en Joe arribi la policia detindrà a tots els homes involucrats en el crim.
Quan tornen Eddie, el Sr. Rosa i el Sr. Blanc i es troben el cadàver del Sr. Ros, el Sr. Taronja diu que volia matar-los a tots i fugir amb els diamants. Eddie, impulsivament, dispara a Nash i es nega a creure el Sr. Taronja. Llavors, Joe arriba i els informa de la mort del Sr. Blau. Acusa al Sr. Taronja de ser un informador de la policia i el Sr. Blanc l'intenta defensar.
Els homes s'apunten entre ells amb les seves pistoles. Eddie i Joe moren, el Sr. Blanc acaba malferit. El Sr. Rosa, que s'amagava durant el tiroteig, agafa els diamants i fuig. El Sr. Taronja confessa al Sr. Blanc que és un policia infiltrat. El Sr. Blanc apunta al seu cap. La policia entra al magatzem per detenir els criminals i demanen al Sr. Blanc que abaixi l'arma. La càmera enfoca el cap del Sr. Blanc, que aparentment dispara el Sr. Taronja i és abatut per la policia.

## Producció
Quentin Tarantino va estar treballant a Video Archives, un videoclub de Manhattan Beach, California, i en principi tenia planejat gravar la pel·lícula amb els seus amics, amb un pressupost de 30.000 dòlars, en format blanc i negre de 16 mm, amb el productor Lawrence Bender interpretant un oficial de policía que persegueix el Sr. Rosa. Bender va mostrar el guió al seu professor d'interpretació, la dona del qual va mostrar-lo a Harvey Keitel. A Keitel li va agradar prou com per a signar un contracte com a co-productor, i així Tarantino i Bender podrien obtenir finançament més fàcilment. Amb aquesta ajuda van aconseguir recaptar 1.5 milions de dòlars. A més, Keitel va invertir diners perquè Tarantino i Bender poguessin acollir sessions de càsting a Nova York, on van trobar-hi Steve Buscemi, Michael Madsen i Tim Roth.
Reservoir Dogs va estar -segons Tarantino- inspirada en Atracament Perfecte, d'Stanley Kubrick. Va dir: "Jo no surto del meu camí per a fer un plagi d'Atracament Perfecte, però penso en ella (Reservoir Dogs) com el "meu" Atracament Perfecte".
El títol prové d'una anècdota amb el seu cap a Video Archives. Mentre hi treballava, Tarantino solia recomanar títols poc coneguts, i quan va suggerir "A revoir les enfants", el seu cap ho va malentendre com a "Reservoir Dogs"

## Curiositats
- Es creu que el Sr. Ros, que s'anomena Vic Vega, és el germà de Vincent Vega, de la pel·lícula Pulp Fiction, també dirigida per Tarantino. També, inicialment, el contingut del maletí de Marsellus Wallace a Pulp Fiction serien les joies d'aquest robatori.
- El primer diàleg de la pel·lícula és una forta discussió sobre Madonna. El germà de Chris Penn, Sean Penn, va estar casat per un curt període amb Madonna, a mitjans dels anys 80.
- Segons Quentin Tarantino, el Sr. Rosa sobreviu però és arrestat per la policia. A l'última escena s'escolta un policia ordenant-li que posi les seves mans a terra. Després d'un breu tiroteig, del qual surt il·lès, es pot escoltar al Sr. Rosa rendint-se.
- El vídeo clip Du Hast de la banda alemanya Rammstein té molta influència d'aquesta pel·lícula.
- Eddie esmenta el nom Encantador de Serps, que és el sobrenom de Bill a Kill Bill.
- A Els Simpsons, les caricatures Itchy and Scratchy fan una paròdia de l'escena en la qual el Sr. Ros talla l'orella del policia.
- A les primeres escenes, el Sr. Rosa diu que no dona propines a les cambreres. A Pulp Fiction, Steve Buscemi fa una ràpida aparició com cambrer.
- Steve Buscemi es va queixar realment davant Quentin Tarantino de ser el senyor Rosa, tal com succeeix en la pel·lícula.
- El film va estar prohibit a Corea del Sud.
- La cançó de mariachis que s'escolta quan el Sr. Ros busca una emissora a la ràdio, és la mateixa que podem escoltar al principi de Kill Bill, quan arriba la policia a la capella on s'estava casant la núvia.
- Malgrat que el guió especifica que el Sr. Ros és el que comet una major quantitat d'assassinats, l'espectador no és testimoni de cap d'ells.
- L'únic personatge principal del que mai arriba a saber-se el seu veritable nom és el del Sr. Rosa.
- A la versió especial del 10º aniversari de la pel·lícula, es revela que el veritable nom del Sr. Blanc és Lawrence Dimick.
- Durant tot el rodatge va estar present un paramèdic per a assegurar que la quantitat de sang del Sr. Taronja es mantingués en quantitats creïbles.
- Samuel L. Jackson es va presentar per a interpretar al Sr. Taronja, però no va poder ser. No obstant això, Tarantino va quedar tan impressionat amb la seva actuació que no va dubtar en incloure'l en la seva següent pel·lícula: Pulp Fiction.
- Tarantino originalment havia planejat el paper de Sr. Rosa per a ser interpretat per si mateix.
- Després que el Sr. Ros li talli l'orella al policia, la navalla utilitzada no té sang.
- A l'escena on Chris Penn va amb cotxe per a reunir-se al magatzem, la càmera fa una presa des de la part del darrere del cotxe. En aquest moment apareix un globus taronja. Els experts deien que era una forma de dir-nos que el Sr. Taronja acabaria morint, però en una roda de premsa se li va preguntar sobre això a Tarantino i va dir que això eren uns nens que estaven jugant i segons sembla se'ls va escapar un globus i va decidir no tallar la presa.
- Un dels pòsters de la pel·lícula va servir d'inspiració al Partit dels Socialistes de Catalunya durant la campanya electoral a les eleccions generals espanyoles de l'any 2008. El PSC va utilitzar en una de les seves tanques publicitàries les siluetes de Mariano Rajoy, Ángel Acebes i Eduardo Zaplana amb una estètica idèntica a les siluetes dels gàngsters que apareixen en el pòster de la pel·lícula.[3]

## Actors
- Harvey Keitel: Sr. Blanc/Larry Dimmick
- Tim Roth: Sr. Taronja/Freddy Newandyke
- Michael Madsen: Sr. Ros/Vic Vega
- Chris Penn: Eddie Cabot
- Steve Buscemi: Sr. Rosa
- Lawrence Tierney: Joe Cabot
- Randy Brooks: Holdaway
- Kirk Baltz: Marvin Nash
- Edward Bunker: Sr. Blau (als crèdits com Eddie Bunker)
- Quentin Tarantino: Sr. Marró

## Premis
- Millor director i Millor Guió: Quentin Tarantino. Festival Internacional de Cinema de Catalunya (1992)
- Millor director: Quentin Tarantino. Avignon Film Festival (1992)
- Millor actor secundari: Steve Buscemi. Premis Independent Spirit (1993)
- Nou director de l'any: Tarantino. London Critics Circle Film Awards (1993)
- Cavall d'or per Quentin Tarantino. Stockholm Film Festival (1992)
- Premi de la Crítica Internacional per Tarantino. Toronto International Film Festival (1992)